# Elecciones presidenciales de Estados Unidos de 2024 en Ohio
Las elecciones presidenciales de Estados Unidos de 2024 en Ohio se llevaron a cabo el 5 de noviembre de 2024, como parte de las elecciones presidenciales de Estados Unidos de 2024. Los votantes de Ohio eligieron a los 17 electores que los representarían en el Colegio Electoral mediante votación popular.
Ohio, un estado del Medio Oeste densamente poblado ubicado principalmente en el Cinturón del Óxido, y la parte sur del estado con influencia cultural del Alto Sur y el Cinturón Bíblico, ha sido considerado un estado de referencia vital durante décadas y se ha decidido por un solo dígito a nivel presidencial desde 1992, pero ha tenido una tendencia hacia la derecha política en los últimos años y ahora se considera un estado moderadamente rojo. El éxito del Partido Republicano en Ohio durante las elecciones intermedias de 2022 ha dado testimonio del giro hacia la derecha del estado y de la posible muerte de sus distinciones de estado líder y de estado clave.
El candidato independiente Robert F. Kennedy Jr. reunió suficientes firmas para aparecer en la boleta.

## Resultados

### Generales
| Partido       | Partido               | Candidato                        | Votos | %   |
| ------------- | --------------------- | -------------------------------- | ----- | --- |
|               | Republicano           | Donald Trump                     |       |     |
|               | Demócrata             | Kamala Harris                    |       |     |
|               | Libertario            | Chase Oliver                     |       |     |
|               | Solidaridad Americana | Peter Sonski                     |       |     |
|               | Independiente         | Robert F. Kennedy Jr. (retirado) |       |     |
|               | Independiente         | Richard Duncan                   |       |     |
| Escritos      |                       |                                  |       |     |
|               |                       |                                  |       |     |
| Total         | Total                 | Total                            |       | 100 |
| Participación |                       |                                  |       |     |
| Registrados   |                       |                                  |       |     |
|               |                       |                                  |       |     |
| Fuente:       |                       |                                  |       |     |

### Por condado
|            | Trump Republicano | Trump Republicano | Harris Demócrata | Harris Demócrata | Total | Margen | Margen |
| Condado    | Votos             | %                 | Votos            | %                | Total | Votos  | %      |
| ---------- | ----------------- | ----------------- | ---------------- | ---------------- | ----- | ------ | ------ |
| Adams      |                   |                   |                  |                  |       |        |        |
| Allen      |                   |                   |                  |                  |       |        |        |
| Ashland    |                   |                   |                  |                  |       |        |        |
| Ashtabula  |                   |                   |                  |                  |       |        |        |
| Athens     |                   |                   |                  |                  |       |        |        |
| Auglaize   |                   |                   |                  |                  |       |        |        |
| Belmont    |                   |                   |                  |                  |       |        |        |
| Brown      |                   |                   |                  |                  |       |        |        |
| Butler     |                   |                   |                  |                  |       |        |        |
| Carroll    |                   |                   |                  |                  |       |        |        |
| Champaign  |                   |                   |                  |                  |       |        |        |
| Clark      |                   |                   |                  |                  |       |        |        |
| Clermont   |                   |                   |                  |                  |       |        |        |
| Clinton    |                   |                   |                  |                  |       |        |        |
| Columbiana |                   |                   |                  |                  |       |        |        |
| Coshocton  |                   |                   |                  |                  |       |        |        |
| Crawford   |                   |                   |                  |                  |       |        |        |
| Cuyahoga   |                   |                   |                  |                  |       |        |        |
| Darke      |                   |                   |                  |                  |       |        |        |
| Defiance   |                   |                   |                  |                  |       |        |        |
| Delaware   |                   |                   |                  |                  |       |        |        |
| Erie       |                   |                   |                  |                  |       |        |        |
| Fairfield  |                   |                   |                  |                  |       |        |        |
| Fayette    |                   |                   |                  |                  |       |        |        |
| Franklin   |                   |                   |                  |                  |       |        |        |
| Fulton     |                   |                   |                  |                  |       |        |        |
| Gallia     |                   |                   |                  |                  |       |        |        |
| Geauga     |                   |                   |                  |                  |       |        |        |
| Greene     |                   |                   |                  |                  |       |        |        |
| Guernsey   |                   |                   |                  |                  |       |        |        |
| Hamilton   |                   |                   |                  |                  |       |        |        |
| Hancock    |                   |                   |                  |                  |       |        |        |
| Hardin     |                   |                   |                  |                  |       |        |        |
| Harrison   |                   |                   |                  |                  |       |        |        |
| Henry      |                   |                   |                  |                  |       |        |        |
| Highland   |                   |                   |                  |                  |       |        |        |
| Hocking    |                   |                   |                  |                  |       |        |        |
| Holmes     |                   |                   |                  |                  |       |        |        |
| Huron      |                   |                   |                  |                  |       |        |        |
| Jackson    |                   |                   |                  |                  |       |        |        |
| Jefferson  |                   |                   |                  |                  |       |        |        |
| Knox       |                   |                   |                  |                  |       |        |        |
| Lake       |                   |                   |                  |                  |       |        |        |
| Lawrence   |                   |                   |                  |                  |       |        |        |
| Licking    |                   |                   |                  |                  |       |        |        |
| Logan      |                   |                   |                  |                  |       |        |        |
| Lorain     |                   |                   |                  |                  |       |        |        |
| Lucas      |                   |                   |                  |                  |       |        |        |
| Madison    |                   |                   |                  |                  |       |        |        |
| Mahoning   |                   |                   |                  |                  |       |        |        |
| Marion     |                   |                   |                  |                  |       |        |        |
| Medina     |                   |                   |                  |                  |       |        |        |
| Meigs      |                   |                   |                  |                  |       |        |        |
| Mercer     |                   |                   |                  |                  |       |        |        |
| Miami      |                   |                   |                  |                  |       |        |        |
| Monroe     |                   |                   |                  |                  |       |        |        |
| Montgomery |                   |                   |                  |                  |       |        |        |
| Morgan     |                   |                   |                  |                  |       |        |        |
| Morrow     |                   |                   |                  |                  |       |        |        |
| Muskingum  |                   |                   |                  |                  |       |        |        |
| Noble      |                   |                   |                  |                  |       |        |        |
| Ottawa     |                   |                   |                  |                  |       |        |        |
| Paulding   |                   |                   |                  |                  |       |        |        |
| Perry      |                   |                   |                  |                  |       |        |        |
| Pickaway   |                   |                   |                  |                  |       |        |        |
| Pike       |                   |                   |                  |                  |       |        |        |
| Portage    |                   |                   |                  |                  |       |        |        |
| Preble     |                   |                   |                  |                  |       |        |        |
| Putnam     |                   |                   |                  |                  |       |        |        |
| Richland   |                   |                   |                  |                  |       |        |        |
| Ross       |                   |                   |                  |                  |       |        |        |
| Sandusky   |                   |                   |                  |                  |       |        |        |
| Scioto     |                   |                   |                  |                  |       |        |        |
| Seneca     |                   |                   |                  |                  |       |        |        |
| Shelby     |                   |                   |                  |                  |       |        |        |
| Stark      |                   |                   |                  |                  |       |        |        |
| Summit     |                   |                   |                  |                  |       |        |        |
| Trumbull   |                   |                   |                  |                  |       |        |        |
| Tuscarawas |                   |                   |                  |                  |       |        |        |
| Union      |                   |                   |                  |                  |       |        |        |
| Van Wert   |                   |                   |                  |                  |       |        |        |
| Vinton     |                   |                   |                  |                  |       |        |        |
| Warren     |                   |                   |                  |                  |       |        |        |
| Washington |                   |                   |                  |                  |       |        |        |
| Wayne      |                   |                   |                  |                  |       |        |        |
| Williams   |                   |                   |                  |                  |       |        |        |
| Wood       |                   |                   |                  |                  |       |        |        |
| Wyandot    |                   |                   |                  |                  |       |        |        |